# Libnotes orofenaae
Libnotes orofenaae là một loài ruồi trong họ Limoniidae. Chúng phân bố ở miền Australasia.